# Бела Црква (Кривогаштани)
Бела Црква (мкд. Бела Црква) је насеље у Северној Македонији, у средишњем делу државе. Бела Црква припада општини Кривогаштани.

## Географија
Насеље Бела Црква је смештено у средишњем делу Северне Македоније. Од најближег већег града, Прилепа, насеље је удаљено 25 km западно.
Бела Црква се налази у западном делу Пелагоније, највеће висоравни Северне Македоније. Насељски атар је на истоку равничарски, док се ка западу издижу прва брда планине Баба. Јужно од насеља протиче Црна река. Надморска висина насеља је приближно 600 метара.
Клима у насељу је континентална.

## Становништво
По попису становништва из 2002. године, Бела Црква је имала 498 становника.
Претежно становништво у етнички Македонци (100%).
Већинска вероисповест у насељу је православље.